# لاسين سينايكو
لاسين سينايكو (مواليد 8 ديسمبر 1999) هو لاعب كرة قدم مالي يلعب كمهاجم في نادي أوكسير في الدوري الفرنسي الدرجة الثانية ومنتخب مالي لكرة القدم.

## روابط خارجية
- لاسين سينايكو على موقع قاعدة بيانات كرة القدم.إي يو (الإنجليزية)
- لاسين سينايكو على موقع ناشيونال فوتبول تيمز (الإنجليزية)
- لاسين سينايكو على موقع Soccerway.com (الإنجليزية)